# Tetralophozia setiformis
Tetralophozia setiformis là một loài rêu trong họ Anastrophyllaceae. Loài này được Ehrh. Schljakov mô tả khoa học đầu tiên năm 1976.